# Илия Ненчев
Илия Н. Ненчев е български политик, адвокат и общественик от първата половина на XX век.

## Биография
Роден е на 24 февруари 1896 година във врачанското село Игнатица. Завършва право и работи като адвокат. Кмет е на Игнатица и пръв председател на местното читалище „Пробуда“. Става окръжен съветник. От 1931 до 1934 година е депутат в XXIII обикновено народно събрание. Работи като адвокат в София.
По време на освобождението на Вардарска Македония през Втората световна война е кмет на Битоля от 21 октомври 1941 година до 29 април 1943 година. В Битоля е част от редакцията на вестник „Пелистерско ехо“.
След Деветосептемврийския преврат в 1944 година, Ненчев е репресиран от новите комунистически власти и лежи в концлагера Белене.
Умира в 1978 година в София.